# Natasha Dow Schüll
Pour les articles homonymes, voir Dow et Schull (homonymie).
Natasha Dow Schüll, née en 1971[réf. nécessaire], est une anthropologue culturelle américaine et professeure associée pour le programme de Science, Technology, and Society du MIT. 
Ses recherches ont été soutenues par la National Science Foundation, la Alfred P. Sloan Foundation, la Woodrow Wilson Foundation et la Robert Wood Johnson Foundation, entre autres.
Son premier livre, Addiction by Design – Machine Gambling in Las Vegas analyse la relation intime entre l'expérience de la dépendance au jeu et les tactiques de conception de l'industrie des casinos, montrant comment les techniques architecturales, de décoration, ergonomiques, audiovisuelles et algorithmiques sont utilisées pour suspendre - et monétiser - l'attention des joueurs. 
Elle écrit ensuite son second livre Keeping Track pour le compte des éditions Farrar, Straus & Giroux. Elle y explore l'essor des technologies numériques du soi basées sur des capteurs et les nouveaux modes d'autosoins et d'autorégulation qu'elles offrent. Ces dispositifs illustrent et court-circuitent à la fois les idéaux de capacité et de responsabilité individuelles. Ils nous suivent à la trace et finalement gardent le contrôle sur nous comme l’explique Natasha Schüll dans la captation de sa présentation au Data & Society Research Institute et nous passons progressivement de « big brother » à « little mother ».
Ses recherches portent sur la relation entre les données et le soi où elle explique le sentiment d'ambivalence qui vient du fait d'être subtilement conscient de "cette tendance risquée qui ressemble en quelque sorte à une spirale dans laquelle vous êtes pris, où vous êtes au fond de ce vortex ou de ce puits et où ces forces limitent votre croissance en tant que personne et vous épinglent et vous fixent en quelque sorte" comme dans le cas des applications sur les téléphones portables telles Tik Tok.
Les recherches et les articles d'opinion de M. Schüll ont été présentés dans des médias tels que The Economist, The Atlantic, et le Wall Street Journal.

## Publications
- Addiction by Design – Machine Gambling in Las Vegas, Princeton University Press, 2012, 456 p,  (ISBN 0691160880)

## Filmographie

### En tant que réalisatrice et productrice
- 2005 : BUFFET: All You Can Eat Las Vegas, diffusé à plusieurs reprises sur PBS et a été présenté dans de nombreux festivals de cinéma.

## Vidéographie
- Databite No. 75: Natasha Schüll Natasha Dow Schüll presents From big brother to little mother: self-regulation in sensor society, YouTube